# Сотомайор, Хавьер
Хавье́р Сотомайо́р Сана́брия (исп. Javier Sotomayor Sanabria, род. 13 октября 1967 года) — кубинский прыгун в высоту, действующий рекордсмен мира с 8 сентября 1988 года, олимпийский чемпион 1992 года, чемпион «Дружбы — 84» в Москве.

## Биография
В возрасте 14 лет преодолел высоту 2 метра. Первый рекорд установил в возрасте 16 лет, взяв в 1984 году высоту 233 см. В 1985 году, в 17 лет, выиграл серебро первого чемпионата мира в помещении, ему принадлежал также официальный мировой рекорд среди юниоров — 236 см. В 1988 году, за несколько дней до старта Олимпиады-1988 (на которую Сотомайор не попал из-за бойкота Кубой этой Олимпиады) в испанском городе Саламанка, на соревнованиях Gran Premio Diputacion De Salamanca покорил планку на высоте 243 см, отобрав мировой рекорд у шведа Патрика Шёберга. Затем ещё дважды улучшал свой рекорд — 244 см в 1989 в Сан-Хуане и 245 см в 1993 в Саламанке.
В 1993—1994 гг. проиграл всего 2 соревнования и в 11 соревнованиях прыгнул на 240 см или выше (причём в Севилье на пути к 242 см преодолел 240 см). За свою спортивную карьеру в официальных соревнованиях 24 раза прыгнул на 240 см или выше.
Сотомайору принадлежит также мировой рекорд для закрытых помещений — 243 см (1989 год, Будапешт).

## Участие в Олимпийских играх
- Не смог принять участие в Олимпиадах 1984 и 1988 годов в связи с их бойкотом кубинской сборной.
- В 1992 году выиграл Олимпиаду в Барселоне, взяв высоту 234 см, и лишь по попыткам опередив четырёх других атлетов, взявших эту же высоту.
- В 1996 году в Атланте, будучи травмированным, занял 12-е место с результатом 225 см.
- В 2000 году в Сиднее выиграл серебро, прыгнув на 232 см. Победил россиянин Сергей Клюгин с результатом 235 см.

Интересно, что Сотомайор, на счету которого 17 из 24 самых высоких прыжков в истории, за три Олимпиады сумел прыгнуть лишь на 234 см.

## Спортивные достижения
- Олимпийский чемпион: 1992.
- Серебряный призёр Олимпийских игр: 2000.
- Чемпион мира (2 раза): 1993 и 1997.
- Серебряный призёр чемпионата мира (2 раза): 1991 и 1995.
- Чемпион мира в помещении (4 раза): 1989, 1993, 1995, 1999.
- Чемпион Панамериканских игр (3 раза): 1987, 1991, 1995.
- Чемпион Универсиады: 1989.
- Чемпион Игр доброй воли (2 раза): 1994 и 1998.
- Чемпион "Дружбы - 84": 1984.
- Обладатель лучшего результата сезона в мире (8 раз): 1988-89, 1991, 1993-95, 1997-98.